# Caprasi de Lerins
Caprasi de Lerins -Caprasius Lirinensis- (Provença?, segona meitat del segle iv - mort a l'illa de Lerins, ca. 430) va ésser un eremita que va viure a les illes de Lerins, davant Canes. És venerat com a sant per diverses confessions cristianes.

## Biografia

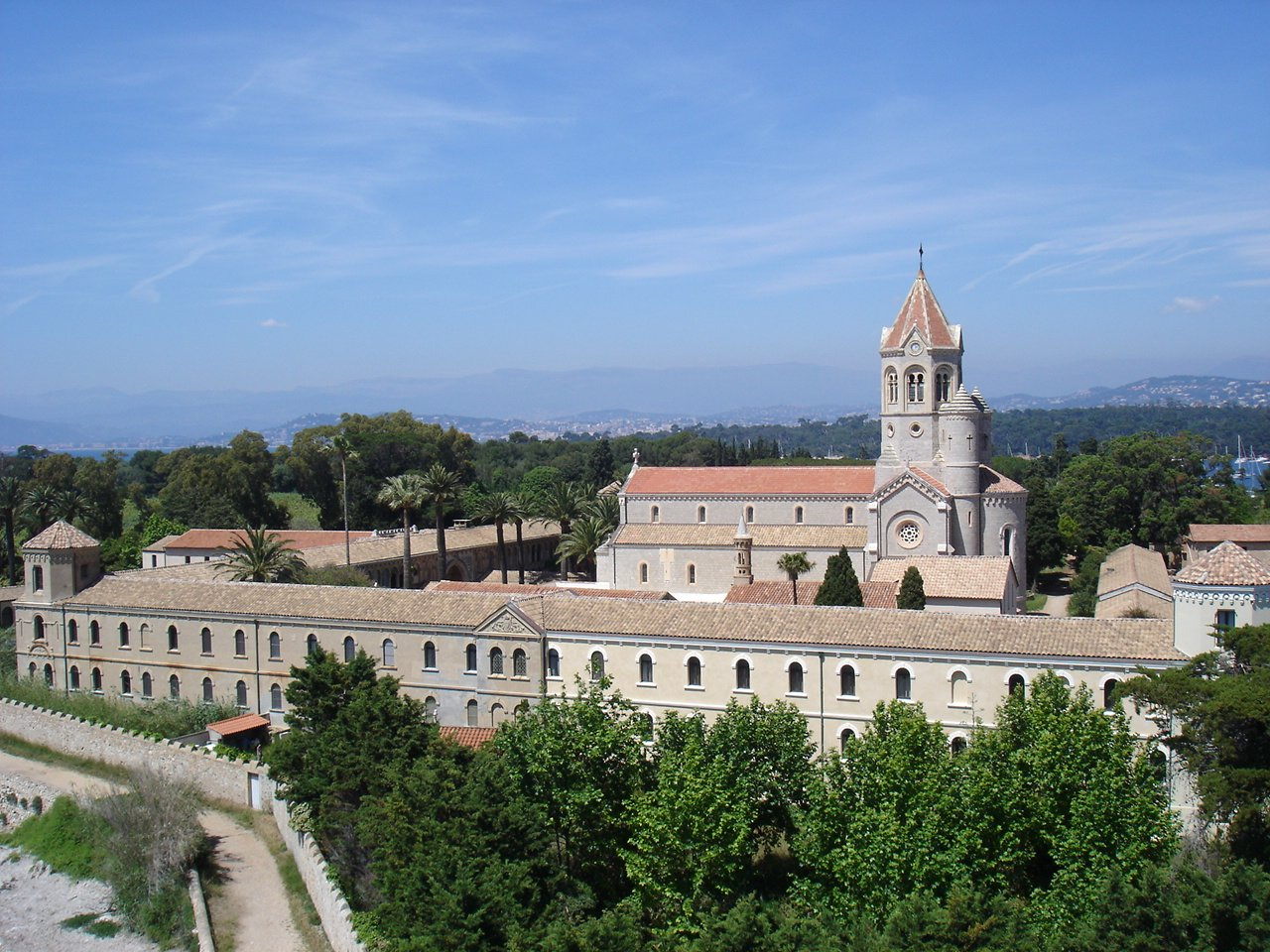
Actual Abadia de Lerins

De la seva vida no se sap gaire; Caprasi va fer-se ermità i va retirar-se a l'illa de Lerins; la seva fama va atreure els joves Honorat d'Arle i el seu germà Venanci, que volien seguir-ne l'exemple. Tots tres van marxar en pelegrinatge a Terra Santa i van visitar els llocs sagrats de Palestina i les noves comunitats monàstiques de Síria i Egipte. Venanci va morir al viatge, a Methoni (Messènia), i Caprasi i Honorat van emprendre el retorn.
En tornar, van establir-se a les muntanyes de Fréjus i només després van tornar a Lerins, volent imitar els Pares del desert que havien conegut. Altres persones van seguir el seu exemple, i s'hi va formar una comunitat d'eremites. Per organitzar-la, Honorat i Caprasi van inspirar-se en la regla monàstica de sant Pacomi d'Egipte. Nasqué així el que seria l'Abadia de Lerins, entre 400 i 410, un dels primers monestirs d'Occident, que va assolir gran fama i d'on van sorgir un gran nombre de bisbes i autors eclesiàstics, especialment als segles V i VI. Sembla que la direcció va recaure en Honorat, ja que Capraci podria ésser ja massa gran o potser no tenia el mateix carisma que Honorat.

## Veneració
Les seves relíquies van portar-se a l'abadia de San Caprasio d'Aulla, al nord de la Toscana. Hilari d'Arle, que havia estat monjo a Lerins, va compondre una laudatio en honor de Caprasi, que n'és la font principal sobre la seva vida.